# 二階堂忠行
二階堂 忠行（にかいどう ただゆき）は、室町時代の武士。室町幕府政所執事。鎌倉幕府以来、家職としてきた二階堂氏最後の政所執事で、以後は伊勢氏の世襲となった。

## 生涯
嘉吉元年（1441年）の嘉吉の乱で将軍足利義教が暗殺された直後に、幕府の評定衆として記録に見え、評定衆意見状などに加判している。宝徳元年（1449年）、伊勢貞国の後任として政所執事に就任し、徳政に関する幕府奉書に執事として加判。分一銭を納入した方に権益を認めるという「分一徳政」は、忠行の在任中に始まったものである。寛正元年（1460年）には伊勢貞親に譲るが、その後も評定衆は務めた。